# النحر (الصومعة)

تعديل مصدري - تعديل

النحر هي إحدى قرى عزلة ال عبيد بمديرية الصومعة التابعة لمحافظة البيضاء، بلغ تعداد سكانها 73 نسمة حسب تعداد اليمن لعام 2004.